# Arrhythmus aculeatus
Arrhythmus aculeatus is een keversoort uit de familie van de boktorren (Cerambycidae). De wetenschappelijke naam van de soort werd in 1899 gepubliceerd door Léon Fairmaire.